# جون جي. فيشر
جون جي. فيشر هو شخصية أعمال وسياسي أمريكي، ولد في 1 يونيو 1961. نشط حزبياً في الحزب الجمهوري.